# Hemidactylus garnotii
Hemidactylus garnotii) es una especie de geco de la familia Gekkonidae. Su área de distribución nativa incluye la mayor parte del sudeste asiático, Indonesia, Filipinas, polineas y Nueva Guinea. Ha sido introducida en Hawái, Florida, Bahamas, Costa Rica y Nueva Zelanda. Es una especie ovípara, pudiendo reproducirse por partenogénesis.